# HL7
HL7(Health Level Seven)は、アメリカを起源とする保健医療情報交換のための標準規格の名称であり、また、その策定団体の名称でもある。前者をHL7標準(HL7 Standard)、後者をHL7協会(HL7 Inc.)と表記すると区別しやすい。なお、HL7の名称の意味は、医療情報システム間のISO-OSI第7層上でのメッセージトランザクションに由来する。
HL7標準は現在Version2シリーズとVersion3シリーズが併存している。後者はVersion2の資産をモデリング技術などで体系化したものでRIM(Reference Information Model)を核として展開している。
HL7協会の本部はアメリカにあり、30以上の国際支部を有する。日本にも1998年7月に日本HL7協会が7番目の国際支部として誕生している。
医用波形分野ではMFERとの統合的な利用も試みられている.